# 寺町廃寺跡

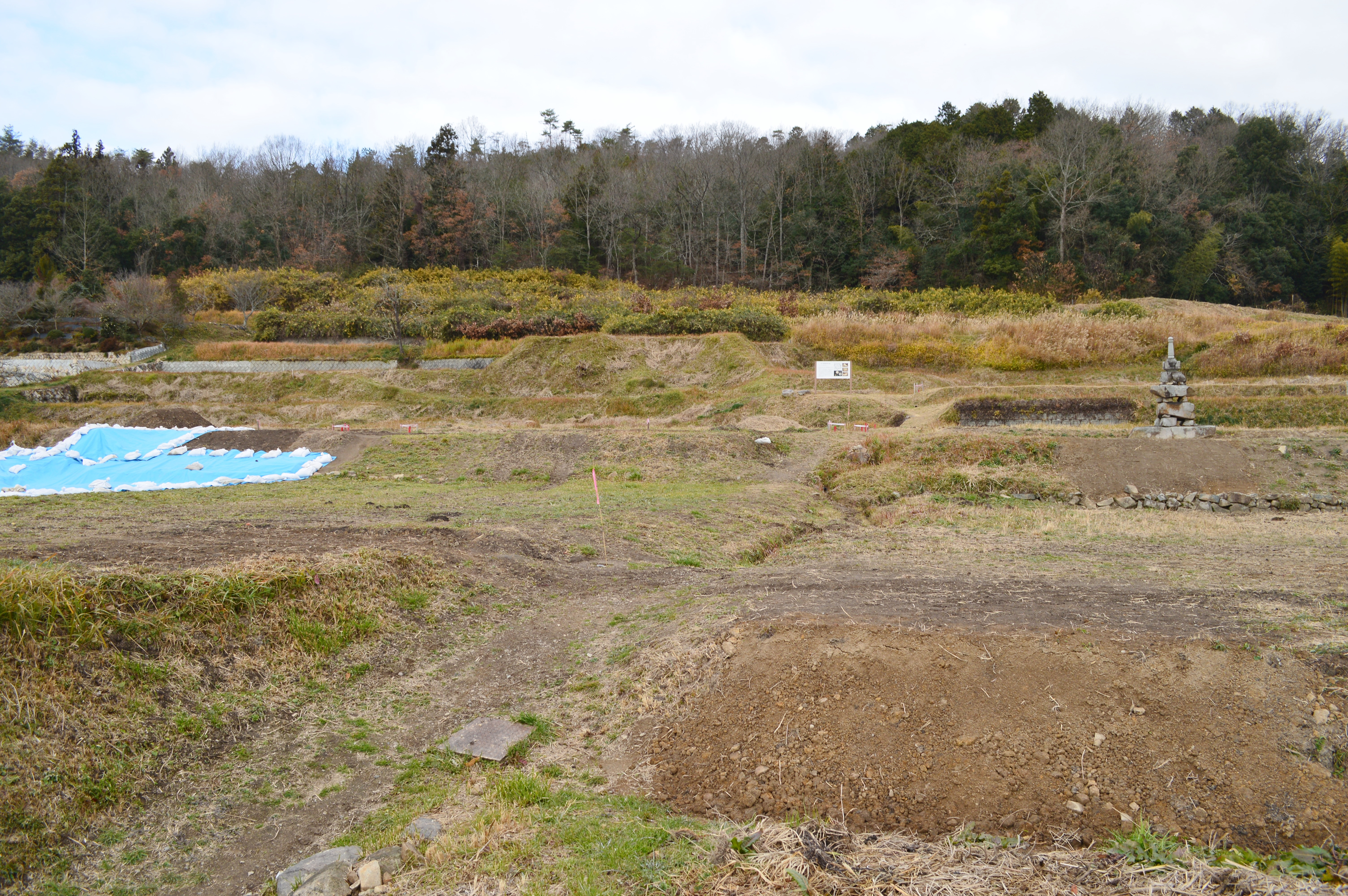
寺町廃寺跡 伽藍概観南より。左に金堂跡、右に塔跡、奥（説明板手前）に講堂跡。

寺町廃寺跡（てらまちはいじあと）は、広島県三次市向江田町にある古代寺院跡。元々の寺名は「三谷寺（三谿寺）」と推定される。国の史跡に指定されている。

## 概要
広島県北部、三次盆地東縁の馬洗川・国兼川の間の丘陵南斜面に位置する白鳳寺院跡である。1979-1982年度（昭和54-57年度）および2018年度（平成30年度）以降に発掘調査が実施されている。
伽藍は法起寺式伽藍配置で、金堂を西、塔を東、講堂を北に配し、回廊が金堂・塔を囲んで講堂左右に取り付く。創建は白鳳期で、平安時代初頭の9世紀初頭頃に廃絶したと推定される。平安時代初期の『日本霊異記』に見える「三谷寺」は寺町廃寺を指すと考えられており、寺院名が判明するとともに、三谿郡大領の祖による建立と知られる点、百済僧の招請によるという建立と百済様式の軒丸瓦の出土が対応し朝鮮半島との直接的関係を示す点で注目される。また広島県北部を中心に分布する水切瓦の最古級の型式が出土する点でも重要な寺院跡になる。
寺跡域は1984年（昭和59年）に国の史跡に指定されている。

## 遺跡歴
- 平安時代初期の『日本霊異記』に「三谷寺」に関する説話。
- 文政8年（1825年）完成の『芸藩通志』に向江田村の「廃興法寺」の記事[1]。
- 1979-1982年度（昭和54-57年度）、圃場整備事業に伴う発掘調査：第1-4次調査（三次市教育委員会、1984年に報告書刊行）。
- 1984年（昭和59年）5月25日、国の史跡に指定[4]。
- 2018-2020年度（平成30-令和2年度）、発掘調査：第5-8次調査（三次市教育委員会・株式会社イビソク、2022年に第1-8次調査総括報告書刊行）。

## 遺構

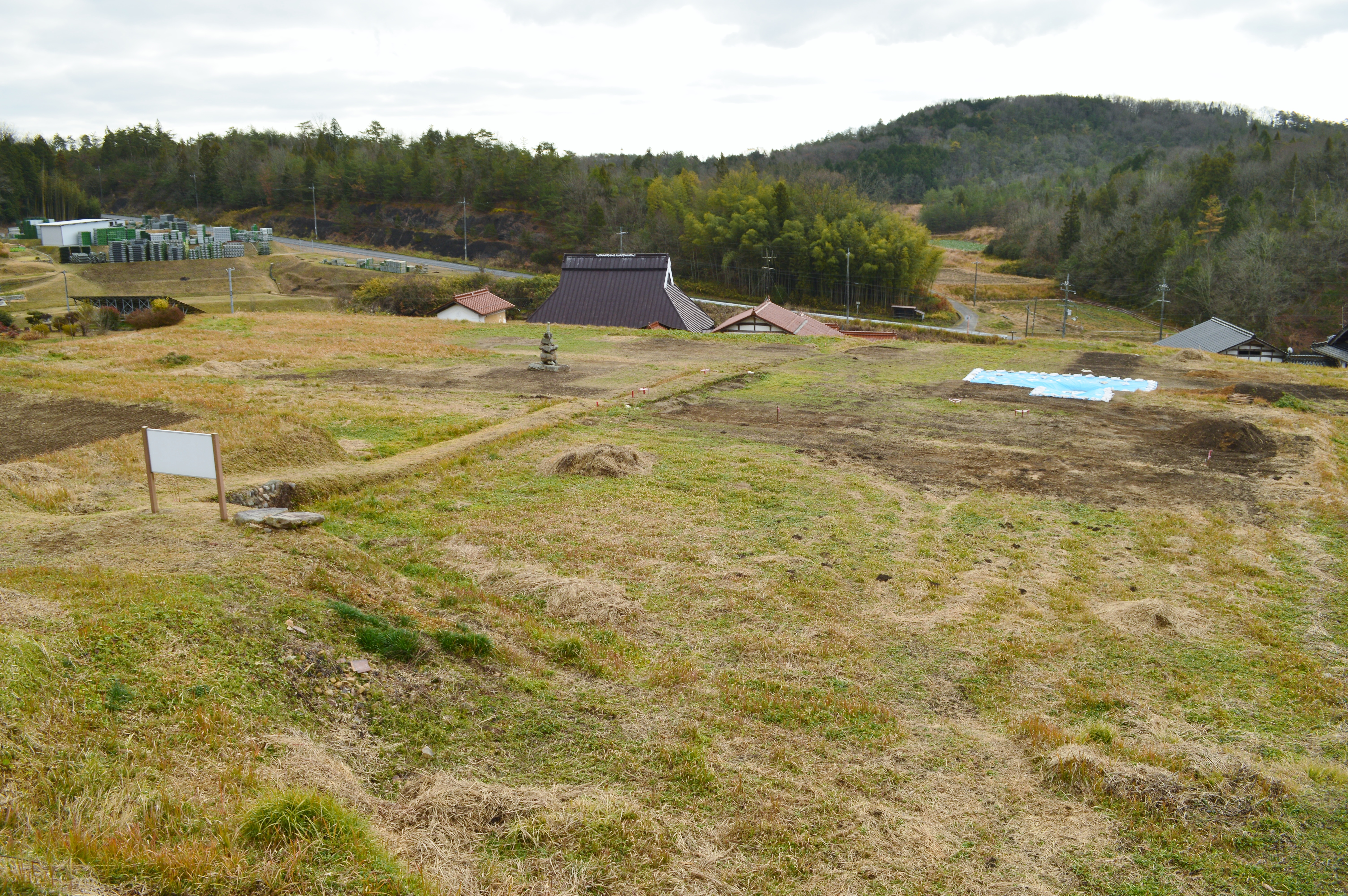
伽藍概観北より。手前左（説明板奥）に講堂跡、右に金堂跡、左に塔跡。

寺域は1町（約108メートル）四方と推定される。金堂を西、塔を東、講堂を北に配する法起寺式伽藍配置で、主要伽藍として金堂跡・塔跡・講堂跡・回廊跡の遺構が認められる。遺構の詳細は次の通り。
金堂
本尊を祀る建物。寺域西寄りに位置する。基壇は塼積基壇で、一辺35-40センチメートル・厚さ10センチメートル程度のレンガ状焼物である塼を小端立てで基壇周囲に立て並べる。基壇は東西約15.7メートル・南北約13.4メートル・現存高さ0.8メートルを測る。
塔
釈迦の遺骨（舎利）を納めた塔。寺域東寄りに位置する。基壇は金堂と同様の塼積基壇で、一辺11メートルを測り、北面には階段が認められる。基壇中央には心礎が遺存し、ほぼ原位置を保つと推定される。心礎の中央には柱座・舎利孔が穿たれる。
講堂
経典の講義・教説などを行う建物。基壇は金堂と同様の塼積基壇で、東西25.1メートル・南北14.7メートル・現存高さ0.7メートルを測り、基壇南側には3ヶ所の階段が認められる。基壇上建物は桁行7間・梁行4間の入母屋造と見られる。
回廊
金堂・塔を囲み講堂左右に取り付く。単廊と推定され、幅4.0-4.6メートルを測り、外周には幅0.5-0.6メートルの犬走りが認められる。
伽藍の南寄りには中門・南門があったと推定されるが、現在までに確認されていない。
寺域からの出土品としては、瓦類として軒丸瓦・平瓦・丸瓦・鴟尾が、土器類として須恵器・土師器や中国唐時代末期の三彩陶器片（晩唐三彩）がある。軒丸瓦は9種類が認められ、いずれも下端に三角状突起を有する水切瓦になる。水切瓦は、広島県北部を主として広島県・岡山県・島根県にのみ分布する特徴的な遺物であり、寺町廃寺ではその中でも最古級の型式が出土する点で注目される。また素弁蓮華文の軒丸瓦は百済様式とされる。出土瓦の様相からは、7世紀中葉（または7世紀末葉）の創建で9世紀初頭頃に廃絶したと推定される。寺町廃寺の瓦を焼成した窯跡は、北西約1.5キロメートルの山中にある大当瓦窯跡（三次市和知町）であることが判明しており、寺院跡と合わせて国の史跡に指定されている。
なお南西約1.2キロメートルには上山手廃寺跡が、南約2キロメートルには三谿郡の郡衙推定地（志幸町幸利）がある。特に上山手廃寺跡は、寺町廃寺から距離が近いうえに、金堂・講堂が寺町廃寺と同様の塼積基壇であり、水切瓦が使用され、軒丸瓦の文様も寺町廃寺跡と同じになる。ただし塔が存在しないことから、三谷郡の大領一族によって寺町廃寺に続いて建立された寺院と推測される。

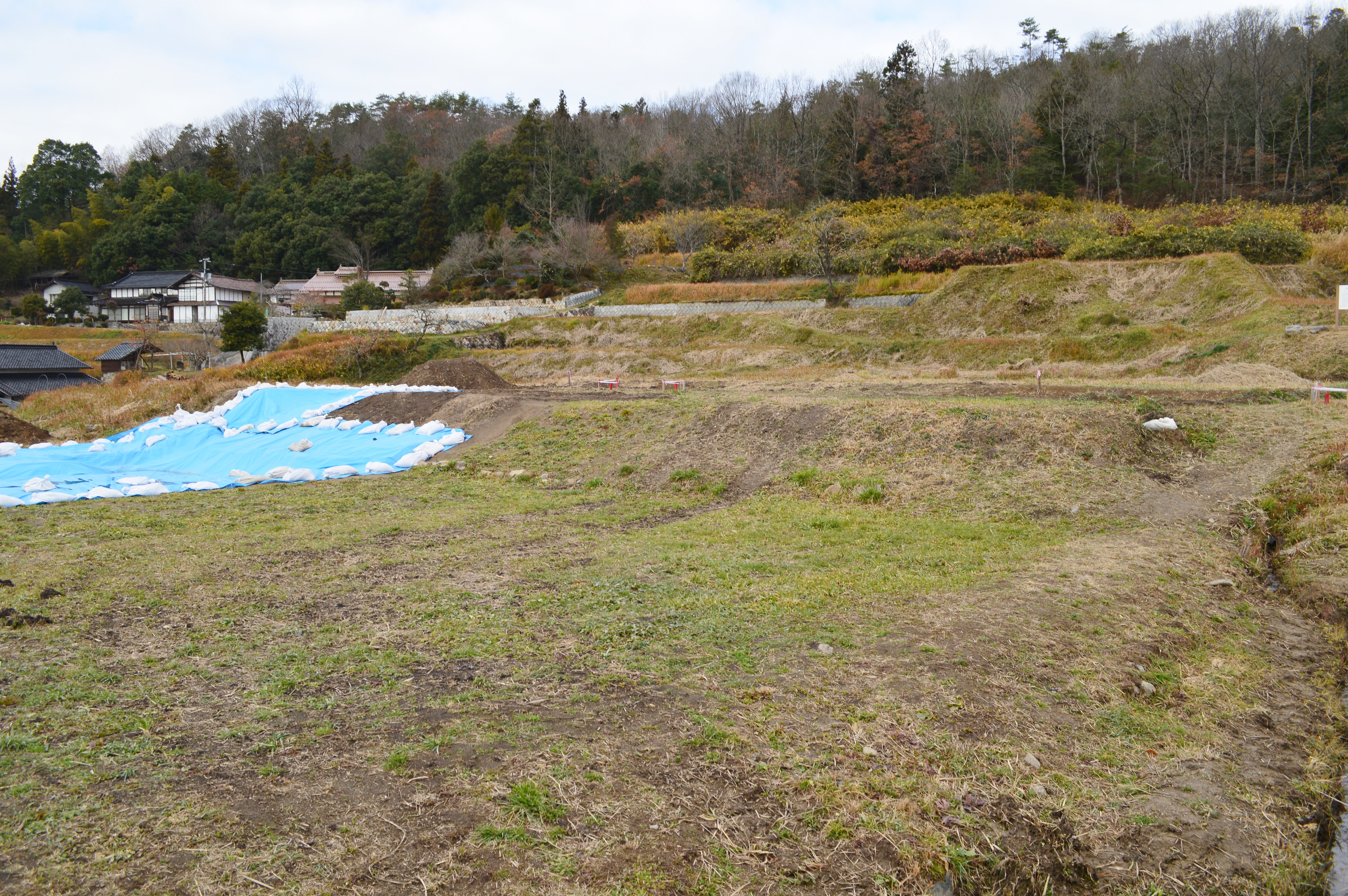
金堂跡
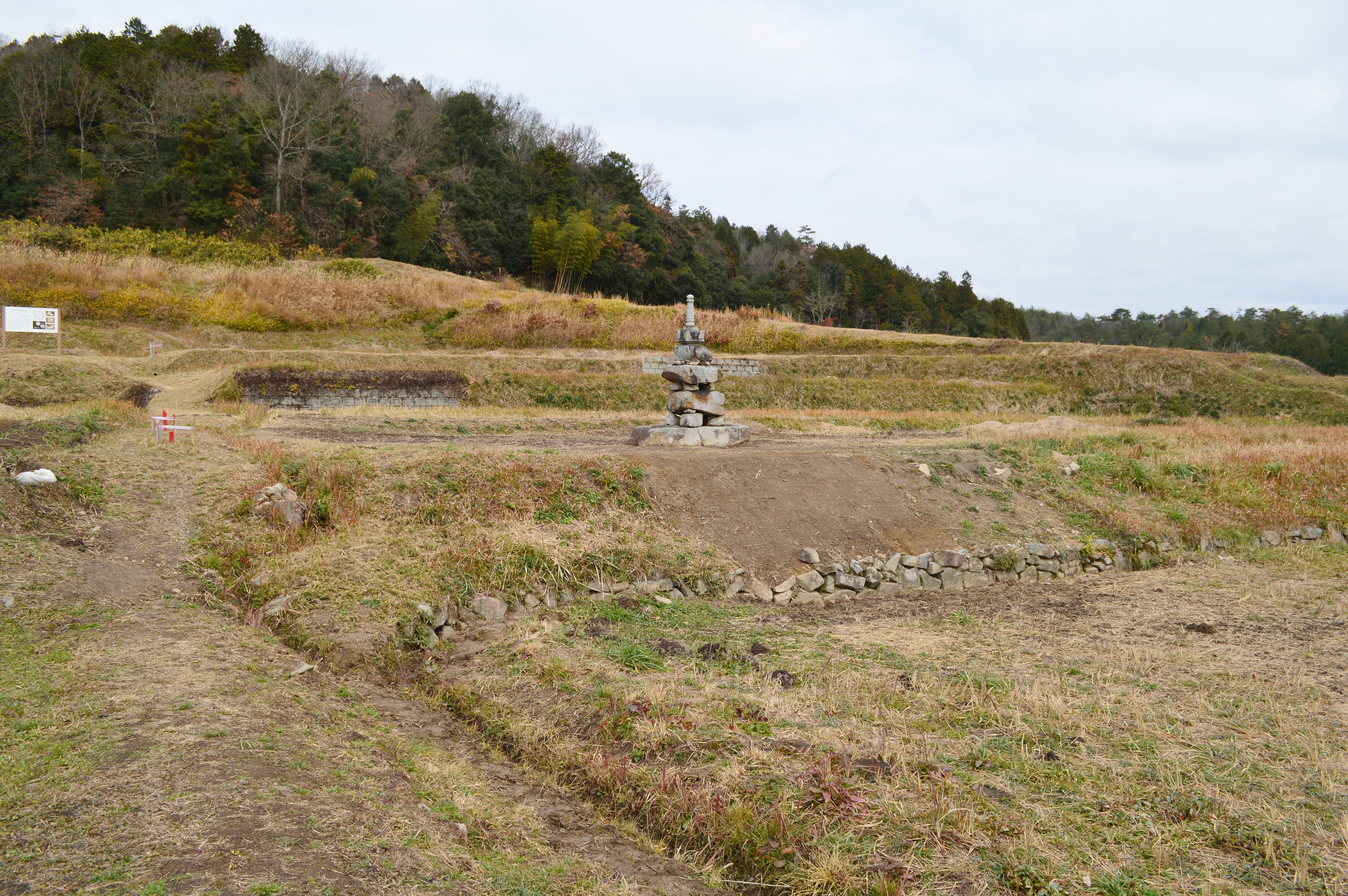
塔跡
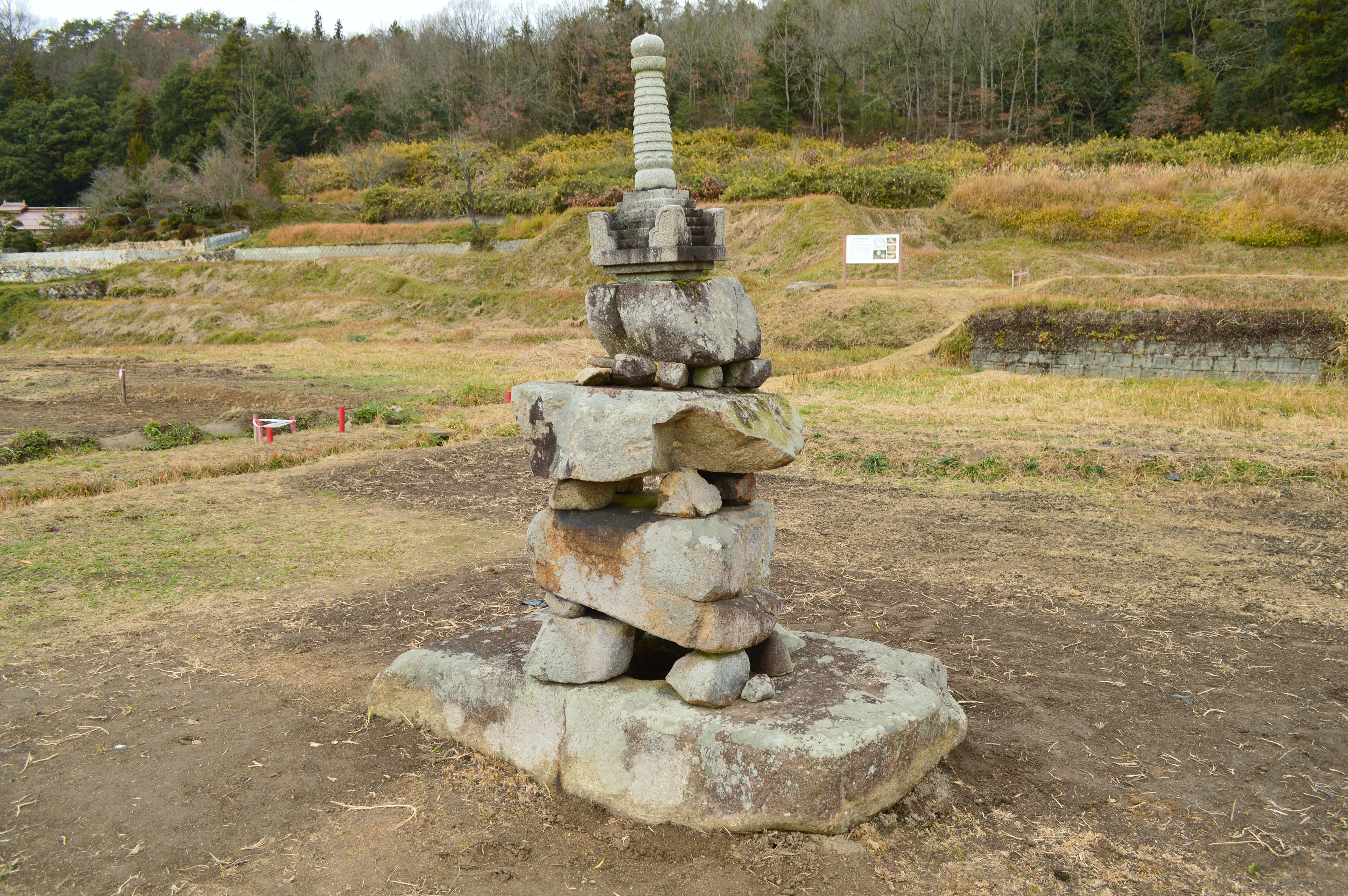
塔心礎
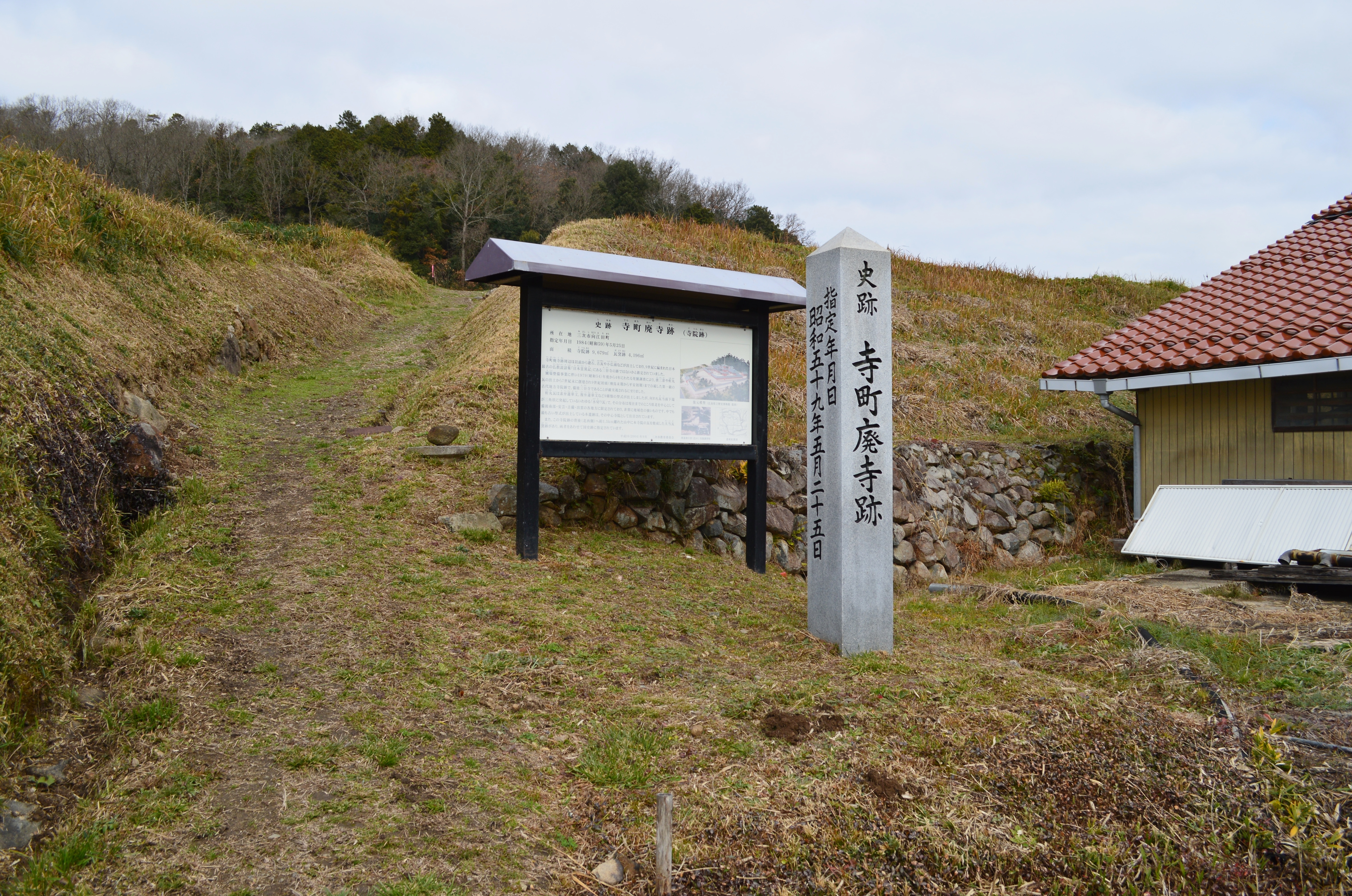
石碑
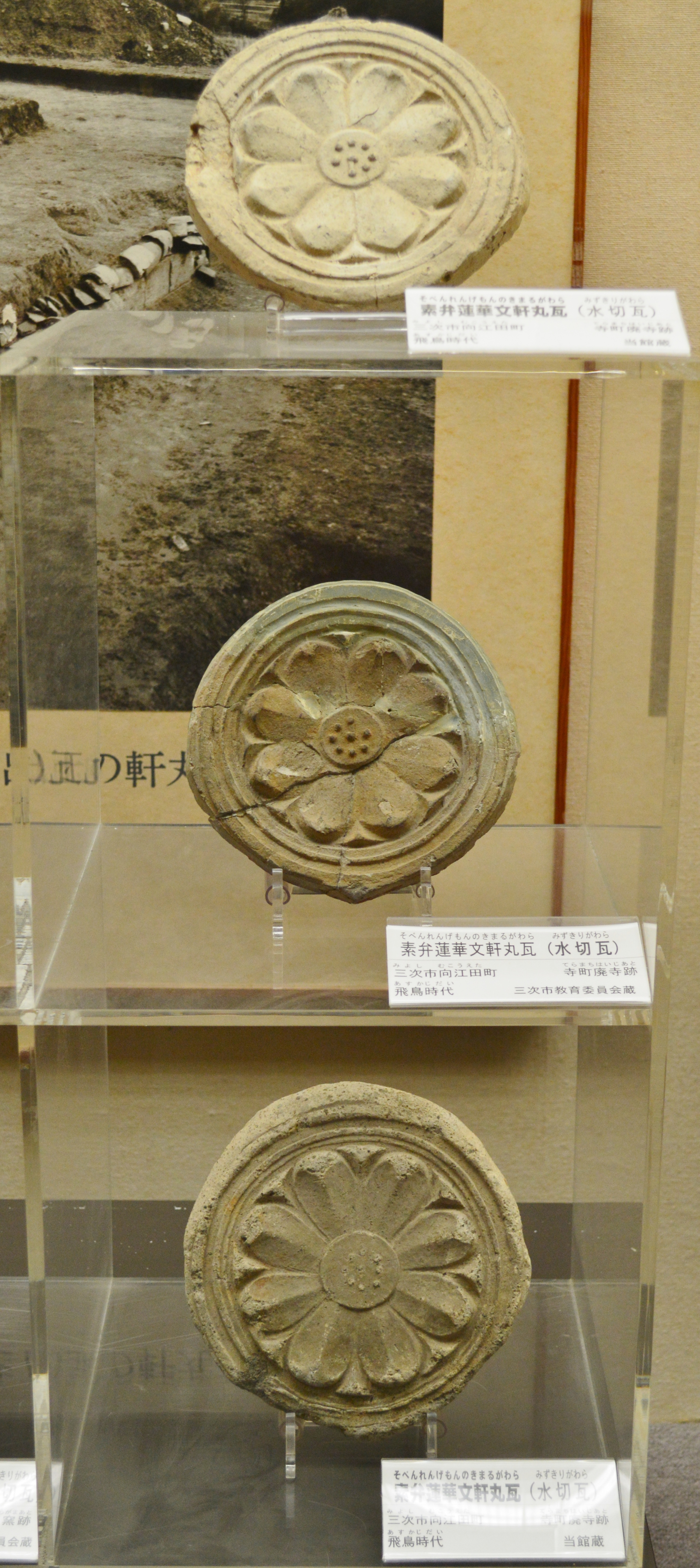
軒丸瓦（素弁蓮華文） みよし風土記の丘ミュージアム展示。
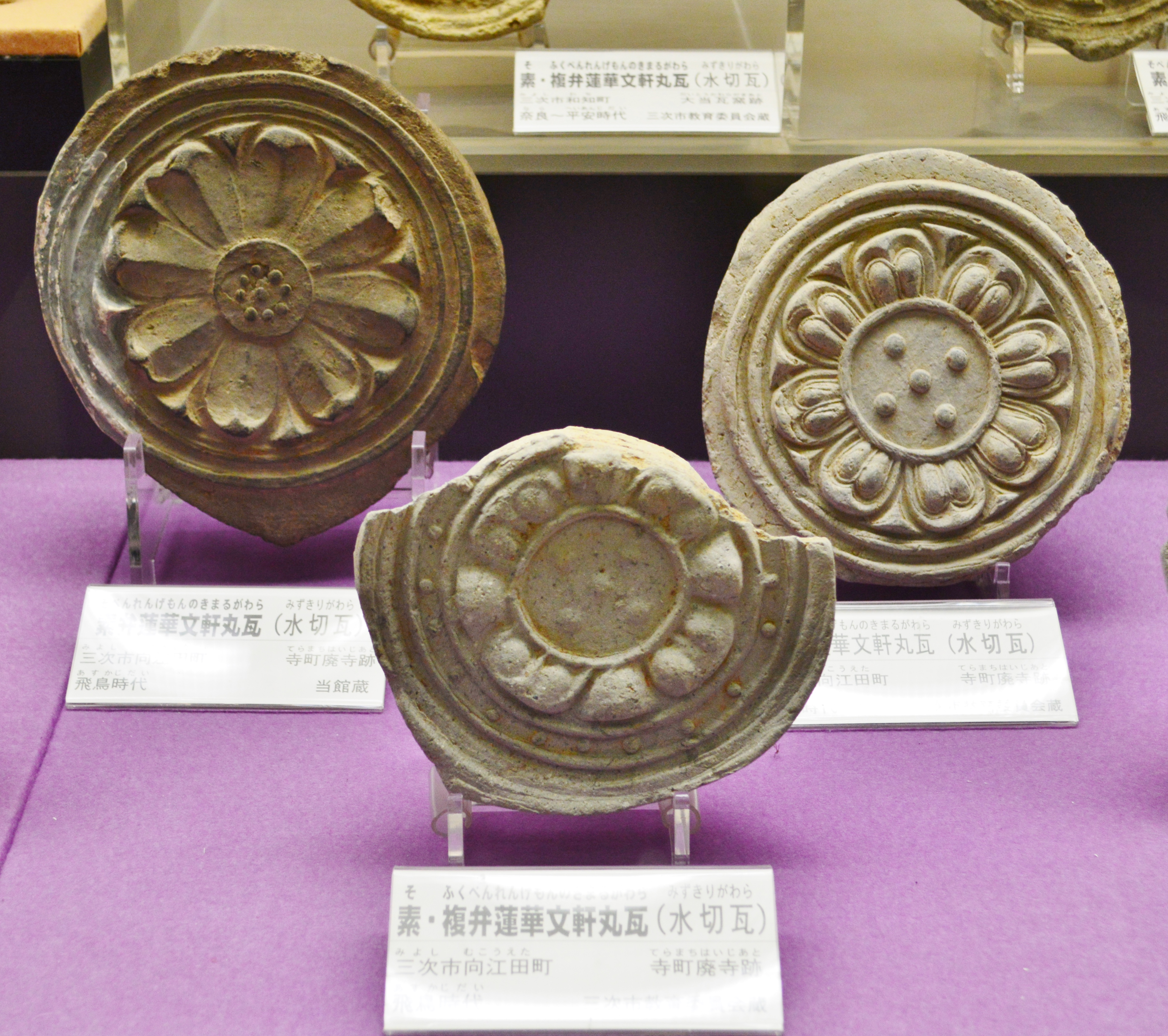
軒丸瓦 みよし風土記の丘ミュージアム展示。
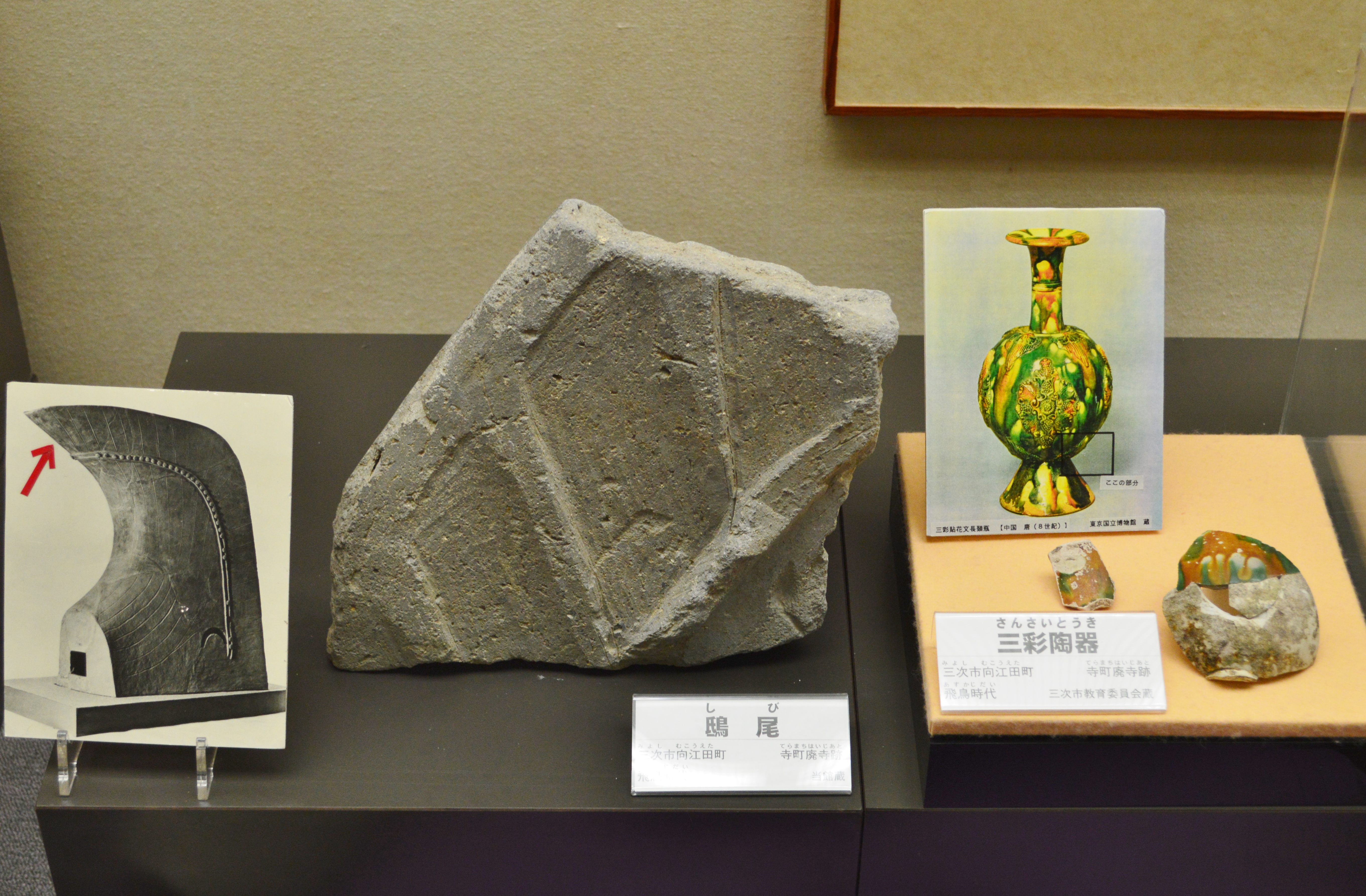
鴟尾・三彩陶器 みよし風土記の丘ミュージアム展示。

## 伝承
寺町廃寺に関しては、平安時代初頭に編纂された『日本霊異記』の記述が関連記事として知られる。すなわち『日本霊異記』上巻第七の「亀の命を贖（あか）ひて放生し、現報を得て亀に助けらえし縁」では、
| 「 | 禅師弘済（ぐさい）は百済の国の人なりき。百済の乱れし時に当りて、備後国の三谷郡の大領の先祖、百済を救はむが為に遣はさえて、旅（いくさ）に運（めぐ）りき。時に誓願を発して言はく、「若し、平らかに還り卒らば、諸の神祇の為に伽藍を造り立てまつらむ」とまうす。遂に災難を免れき。即ち禅師を請けて、相共に還り来り、三谷寺を造る。其の禅師の造り立てまつりし所の伽藍多なり。（以下略） | 」 |

と見え、この「三谷寺」が寺町廃寺に比定される。百済僧の弘済の招請によるという建立は、寺町廃寺跡で出土する百済様式の素弁蓮華文軒丸瓦と関連するとして注目される。
また、江戸時代の文政8年（1825年）完成の『芸藩通志』には向江田村の「廃興法寺」として記事が見える。これによれば、かつては「蓮台山金剛院」と称して7堂伽藍や5院91坊があり、江田氏の祈願所として修営を受けたが、江田氏滅亡の際の兵火で焼失して層塔・鐘楼・二王門の跡が残るという。寺域から出土した中世期の土器はこの記事を裏付けるとされるが、中世期の瓦は認められない点が注意される。

## 文化財

### 国の史跡
- 寺町廃寺跡 - 大当瓦窯跡を含む。1984年（昭和59年）5月25日指定[4]。

## 関連施設
- みよし風土記の丘ミュージアム（広島県立歴史民俗資料館）（三次市小田幸町） - 寺町廃寺跡の出土品等を展示。

## 関連文献
（記事執筆に使用していない関連文献）
- 地方自治体史
  - 『三次市史 1 自然環境・原始古代通史・中世近世通史』三次市、2003年。
  - 『三次市史 2 遺跡・山城、古代・中世文献、木簡・棟札等、近世文献資料』三次市、2004年。
- 報告書
  - 広島県草戸千軒町遺跡調査研究所 編『備後寺町廃寺 -推定三谷寺跡第1次発掘調査概報-』三次市教育委員会、1980年。
  - 広島県草戸千軒町遺跡調査研究所 編『備後寺町廃寺 -推定三谷寺跡第2次発掘調査概報-』三次市教育委員会、1981年。
  - 広島県草戸千軒町遺跡調査研究所 編『備後寺町廃寺 -推定三谷寺跡第3次発掘調査概報-』三次市教育委員会、1982年。
  - 広島県草戸千軒町遺跡調査研究所 編『備後寺町廃寺 -推定三谷寺跡第4次発掘調査概報-』三次市教育委員会、1983年。
  - 『史跡寺町廃寺跡』三次市教育委員会、1984年。
  - 『史跡寺町廃寺跡 -推定三谷寺跡第1～8次発掘調査総括報告書-（広島県三次市文化財調査報告書 第15集）』三次市教育委員会・株式会社イビソク、2022年。

- その他
  - 『史跡寺町廃寺跡整備基本計画書』三次市教育委員会社会教育課、1995年。
  - 『寺町廃寺と水切り瓦 -ひろしまの古代寺院-（平成10年度企画展図録）』広島県立歴史民俗資料館、1998年。